# إي. رايلي أندرسون
إي. رايلي أندرسون (بالإنجليزية: E. Riley Anderson)‏ هو محامي وقاضي أمريكي، ولد في 10 أغسطس 1932 في تشاتانوغا في الولايات المتحدة، وتوفي في 4 يوليو 2018.